# 7921 Huebner
7921 Huebner è un asteroide della fascia principale. Scoperto nel 1982, presenta un'orbita caratterizzata da un semiasse maggiore pari a 2,4066953 UA e da un'eccentricità di 0,2282971, inclinata di 2,30306° rispetto all'eclittica.